# 学校法人片柳学園
片柳学園（かたやなぎがくえん、英称：KATAYANAGI INSTITUTE）は、東京都大田区に本部を置く日本の学校法人である。

## 概要
1947年に東京都大田区で設立された「創美学園」を起源とする。1964年に法人名を日本電子工学院へ改称、1997年に片柳学園へ改称した。

## 沿革
- 1947年 - 片柳鴻、東京都大田区で創美学園を創立。
- 1948年 - 創美学園が各種学校として認可される。
- 1953年 - 創美学園を廃園し、日本テレビ技術学校とする。
- 1956年 - 日本テレビ技術専門学院が学校法人として認可される。
- 1964年 - 法人名を学校法人日本電子工学院に改称。
- 1981年 - 日本工学院北海道専門学校工業専門課程が設置認可される。
- 1982年 - 北海道登別市に日本工学院北海道専門学校を開学。
- 1985年 - 東京工科大学設置に向けた組織変更が認可される。
- 1986年 - 東京・八王子に東京工科大学を開学。
- 1987年 - 日本工学院八王子専門学校が設置認可される。東京・八王子に日本工学院八王子専門学校を開学。
- 1989年 - 主要事務所を創立の地である東京・大田区より東京・八王子へ移転。
- 1997年 - 法人名の変更が認可される。法人名を学校法人片柳学園（片柳鴻の姓を取った）に改称。
- 2000年 - 東京・八王子に東京工科大学片柳研究所を開設する。
- 2007年 - 東京工科大学附属日本語学校が設置認可、東京・大田区に東京工科大学附属日本語学校を開校。
- 2010年 - 蒲田キャンパス新3号館竣工。12号館1Fにギャラリー鴻を開館。
- 2016年 - 蒲田キャンパスに4000名収容の多目的施設、片柳アリーナ竣工。

## 運営施設

### 教育機関
- 東京工科大学
  - 東京工科大学附属日本語学校
- 日本工学院専門学校
- 日本工学院八王子専門学校
- 日本工学院北海道専門学校

なお、工学院大学を運営する「学校法人工学院大学」とは無関係。

### 設置施設
- 東京工科大学片柳研究所
- ギャラリー鴻
- 日本工学院アリーナ

## 著名な関係者

### 理事長
- 千葉茂[1] - 前副理事長

### 歴代理事長
- 片柳鴻[1]  - 片柳学園創立者[2]。